# Germán Rojas Irigoyen
Germán Hugo Rojas Irigoyen es un político paraguayo que fue ministro de Hacienda de su país.

## Biografía
Rojas estudió administración de empresas y contabilidad en la Universidad Católica Nuestra Señora de la Asunción. Se desempeñó en el sector bancario; entre otras actividades, presidió el Banco Nacional de Fomento (2003-2007) y después el Banco Central del Paraguay (2007-2008).
El 15 de agosto de 2013 asumió como ministro de Hacienda del Paraguay en el gabinete del presidente Horacio Cartes.
Realizó cursos superiores en el Bundesbank de Alemania. Fue empleado del Banco del Paraná. Se desempeñó como presidente del Banco Nacional de Fomento, luego fue designado presidente del Banco Central del Paraguay. Desempeñó diferentes tareas en la entidad monetaria matriz. También fue vicepresidente del Sudameris. Parte de su actividad la tiene volcada a gremios como la Asociación Paraguaya de la Calidad, el Club de Ejecutivos y también en ocasiones a la Cámara de Anunciantes.
El 28 de enero de 2016 asumió el cargo de embajador de la República del Paraguay en los Estados Unidos de América.